# Cyclantheropsis
Cyclantheropsis es un género con tres especies de plantas con flores perteneciente a la familia Cucurbitaceae. 

## Especies seleccionadas
| - Cyclantheropsis madagascariensis - Cyclantheropsis occidentalis - Cyclantheropsis parviflora |